# Шимон Олександр Петрович
Олекса́ндр Петро́вич Ши́мон (нар. 23 серпня 1987 — пом. 4 грудня 2014) — старший лейтенант Збройних сил України.

## Життєпис
Закінчив 9 класів ЗОШ № 2 села Мала Уголька, у 2006-го — ЗОШ села Угля.
Від 2006 року служив в лавах Збройних Сил України, 2010-го закінчив Академію Сухопутних військ ім. Петра Сагайдачного, спеціалізація «автомобілі та автомобільне господарство».
Командир взводу 128-ї гірсько-піхотної бригади, з осені 2014 року брав участь у боях на сході України. 4 грудня 2014-го вночі біля Дебальцевого прямим влученням снаряду старший лейтенант Шимон був важко поранений під час обстрілу терористами з РСЗВ «Град», вранці помер від поранень.
Вдома лишились батьки та троє братів, двоє з них також військові.
Похований в селі Угля 6 грудня 2014-го.

## Нагороди та вшанування
За особисту мужність і героїзм, виявлені у захисті державного суверенітету та територіальної цілісності України, вірність військовій присязі під час російсько-української війни, відзначений — нагороджений
- 15 травня 2015 року — орденом Богдана Хмельницького III ступеня (посмертно)[1]
- 5 квітня 2015 року у селі Мала Уголька на фасаді будівлі ЗОШ № 2 встановлено меморіальну дошку Олександру Шимону.
- У листопаді 2015 року в селі Угля на обеліску слави було встановлено меморіальну дошку на честь старшого лейтенанта Олександра Шимона.